# Kathrin Ress
Kathrin Ress (née le 26 juin 1985 à Salorno, dans la province de Bolzano, dans la région Trentin-Haut-Adige) est une joueuse de basket-ball italienne.

## Biographie
Après Boston College, elle est sélectionnée en 24e position lors de la draft 2007 par les Minnesota Lynx, où en 28 rencontres elle inscrit 3,0 points et 2,5 rebonds avant de rejoindre le 7 août 2007 l'équipe d'Italie .
Naturalisée slovaque.
Elle commence la saison 2012-2013 à Faenza, mais quitte le club en difficultés financières lors des fêtes après 10 matches à 10,6 points et 9,5 rebonds pour rejoindre Le Mura Lucca.
En 2014, elle remporte le titre de championne d'Italie avec Schio.

## Palmarès

### Club
compétitions internationales 
- Vainqueur de l'EuroCup 2008

 compétitions nationales 
- Championne d'Italie 2008, 2014[5], 2015[6], 2017, 2018
- Coupe d'Italie 2014, 2015[7], 2017, 2018

## Distinction personnelle
- Choisie en 24e position de la draft WNBA 2007 par les Lynx du Minnesota